# Aracurio
Aracurio är en ort i Mexiko.   Den ligger i kommunen Morelia och delstaten Michoacán de Ocampo, i den södra delen av landet, 250 km väster om huvudstaden Mexico City. Aracurio ligger 2 237 meter över havet och antalet invånare är 688.
Terrängen runt Aracurio är huvudsakligen kuperad, men österut är den platt. Runt Aracurio är det tätbefolkat, med 476 invånare per kvadratkilometer. Närmaste större samhälle är Quiroga, 13,2 km söder om Aracurio. I omgivningarna runt Aracurio växer huvudsakligen savannskog.